# Leonardo Ulrich Steiner
Leonardo Ulrich Steiner, OFM (Forquilhinha, 6 de novembre de 1950) és un arquebisbe catòlic i teòleg brasiler, arquebisbe de Manaus des del 27 de novembre de 2019.

## Biografia
Va ser ordenat sacerdot de l' Orde dels Frares Menors el 21 de gener de 1978 .
Des de 1995 estudia a Roma a l' Ateneu Pontifici Antonià, on es va llicenciar primer (1998) i després (2001) en filosofia, amb una tesi sobre el concepte de Déu a Bernhard Welte. Del 1999 al 2003 va ser secretari general de la mateixa Universitat.
De tornada al Brasil, va esdevenir vicari parroquial de Curitiba a la parròquia de Senhor Bom Jesus. A la mateixa ciutat va impartir classes a la Facultat de Filosofia San Bonaventura .

### Ministeri Episcopal
El 2 de febrer de 2005, el papa Joan Pau II el va nomenar prelat de São Félix ; succeeix Pedro Casaldáliga, que va dimitir després d'haver arribat al límit d'edat. El 16 d'abril següent va rebre l'ordenació episcopal, a la catedral de Sant Pau Apòstol de Blumenau, de mans del cardenal Paulo Evaristo Arns, co-consagrant els bisbes Angélico Sândalo Bernardino i Heinrich Timmerevers .
Del 2007 al 2011 va ser membre de la Comissió Episcopal Pastoral per als ministeris ordenats i la vida consagrada de la Conferència Episcopal Brasilera i vicepresident de la regió Oest-2 de la mateixa.
El 10 de maig de 2011 va ser elegit secretari general de la Conferència Episcopal del Brasil. Va ocupar aquest càrrec fins al 7 de maig de 2019.
El 21 de setembre de 2011, el papa Benet XVI el va nomenar bisbe auxiliar de Brasília i titular de Tisiduo .
El 27 de novembre de 2019 el papa Francesc el va promoure arquebisbe metropolità de Manaus ; va succeir a Sérgio Eduardo Castriani, que va dimitir per motius de salut. El 31 de gener de 2020 va prendre possessió de l'arxidiòcesi.

## Genealogia episcopal i successió apostòlica
La genealogia episcopal és:
- Cardenal Scipione Rebiba
- Cardenal Giulio Antonio Santori
- Cardenal Girolamo Bernerio OP
- Arquebisbe Galeazzo Sanvitale
- Cardenal Ludovico Ludovisi
- Cardenal Luigi Caetani
- Cardenal Ulderico Carpegna
- Cardenal Paluzzo Paluzzi Altieri degli Albertoni
- Papa Benet XIII
- Papa Benet XIV
- Papa Climent XIII
- Cardenal Bernardino Giraud
- Cardenal Alessandro Mattei
- Cardenal Pietro Francesco Galleffi
- Cardenal Giacomo Filippo Fransoni
- Cardenal Carlo Sacconi
- Cardenal Edward Henry Howard
- Cardenal Mariano Rampolla del Tindaro
- Cardenal Rafael Merry del Val
- L'arquebisbe Leopoldo Duarte i Silva
- Arquebisbe Paulo de Tarso Campos
- Cardenal Agnelo Rossi
- Cardenal Paulo Evaristo Arns, OFM
- L'arquebisbe Leonardo Ulrich Steiner, OFM

La successió apostòlica és:
- Bisbe Evaristo Pascoal Spengler, OFM (2016)
- Bisbe José Altevir da Silva, CSSp. (2017)